# Романов, Дмитрий Алексеевич (хоккеист)
Дмитрий Алексеевич Романов (род. 2 сентября 1971) — советский и российский хоккеист, нападающий. Тренер.

## Биография
Воспитанник пермского хоккея. Бо́льшую часть карьеры провёл в местной команде «Молот» / «Молот-Прикамье». Выступал за неё в течение 16 сезонов (1988/89 — 2000/01, 2002/03, 2005/06, 2006/07), 11 из них — на высшем уровне; также играл за вторую команду (1995/96, 2002/03, 2004/05, 2005/06).
Выступал в составе команд ЦСКА (2001/02), «Мечел» Челябинск (2002/03, 2003/04), «Химик» Воскресенск (2005/06 — 2006/07), «Газпром-ОГУ-2» (2008/09 — играющий тренер и главный тренер).
Тренер команды «Газпром-ОГУ-2» (2009/10). Главный тренер команды МХЛ «Белые тигры» Оренбург (2010/11 — 6 октября 2011). Тренер в клубах «Юниор» Курган (МХЛ-Б, 2012/13), «Зауралье» (ВХЛ, 2013/14, до 1 декабря). Тренер в команде «Белые тигры» (6 января 2014—2014/15).
Главный тренер венгерского клуба Эрсте Лиги «Дебрецен» (2015/16, до ноября). Тренер (15 декабря 2015—2016/17) и главный тренер (2017/18) ЦСК ВВС Самара. В сезоне 2018/19 — тренер (до 29 сентября) и главный тренер (до 20 октября) команды ВХЛ «Ермак» Ангарск. Тренер команды МХЛ «Тайфун» Владивосток (3 ноября — 18 декабря 2018).
Тренер в школах ХК «Дмитров» (2020/21), «Спартак» Москва (2021/22 — 2022/23), «Витязь» (2023/24). Тренер команды НМХЛ «Хорс Подольск» (2023/24).